# Essais de psychologie contemporaine
Essais de psychologie contemporaine, publiés en 1883 chez Alphonse Lemerre, sont les premiers essais de Paul Bourget (1852 † 1935), issus d’une série d’articles écrits d'abord dans le journal Le Parlement de 1881 à 1883.
Selon les termes mêmes de Bourget, cet ouvrage est consacré à l'œuvre littéraire de cinq écrivains célèbres sous le Second Empire et constitue une enquête sur la sensibilité française telle qu'elle se manifeste dans leurs œuvres. Il dégage la pensée intime et la Vie morale de ces auteurs en déchiffrant leur génie propre. L’ambition de Bourget est d’expliquer en quoi Baudelaire, Renan, Flaubert, Taine ou Stendhal font œuvre d’analyse psychologique dans la littérature mondiale.
Pour l'essayiste, ces auteurs sont aussi autant de témoins de la décomposition caractéristique de la fin de siècle. Paul Bourget tente donc d’analyser les raisons de la décadence en Occident : « Par le mot de décadence, on désigne volontiers l’état d'une société qui produit un trop petit nombre d’individus propres aux travaux de la vie commune. Une société doit être assimilée à un organisme » explique-t-il.
Il établit ici les caractères d’un nouveau genre littéraire qu’il oppose à l’omniprésent roman naturaliste. Cette théorie de la décadence ne couvre que quatre pages dans les Essais de psychologie contemporaine, mais elle a pourtant contribué à la réputation de l’ouvrage et place l’essayiste au premier rang des jeunes critiques.
Les Essais de psychologie contemporaine, republiés en 1885 sous le titre de Nouveaux Essais de psychologie contemporaine sont avant tout une nouvelle approche de la critique littéraire, davantage portée sur la psychologie et considérant que l’œuvre est un organisme vivant. Paul Bourget poursuit la rédaction de ses chroniques dans Le Journal des débats et parallèlement dans la Nouvelle revue, jusqu’en 1885.

## Genèse desEssais

### Premiers voyages outre-Manche
Entre 1880 et 1884, Paul Bourget effectue de nombreux séjours outre-Manche, sur l'île de Wight (1880), en Écosse et en Irlande (1881), à Oxford (1881) et encore en Angleterre en 1884. Il s'imprègne de l'œuvre de William Wordsworth, de celle de Samuel Taylor Coleridge et plus particulièrement des ouvrages de Thomas de Quincey, le "mangeur d'opium" pour qui Bourget éprouve une certaine fascination. Il découvre aussi le mouvement artistique des Préraphaélites dont l'influence est sans équivoque sur la littérature Décadente.

### Rencontre avec Hippolyte Taine
Paul Bourget explique dans une Lettre autobiographique de 1894 les raisons qui le poussent à entreprendre la rédaction des Essais qui seraient l'aboutissement d'une crise intérieure, puisque l'écrivain aurait entrepris son examen de conscience pour lutter contre le désespoir qui l’envahit. Mais ces raisons intimes ne sont pas les seules à être à l'origine de ce « maître-livre ». Hippolyte Taine reçoit fréquemment le jeune essayiste et l'engage à plusieurs reprises à entreprendre une œuvre de longue haleine. Le Maître conseille alors au jeune homme : 

« Savez-vous un sujet neuf, original, riche en développements, très piquant et intéressant à présenter au public ? C'est votre esthétique au moyen d'un ou plusieurs exemples commentés et analysés, avec les motifs de votre blâme ou de votre admiration. Cela vous dégagera et vous affirmera dans ce que vous en conserverez. J'ai fait le même travail à peu près à votre âge, et pour mon esthétique à moi, dans La Fontaine et ses fables. Remarquez qu'il s'agit d'un système nouveau, que vous êtes philosophe autant qu'artiste, que vous pouvez expliquer autant que pratiquer, enfin que Flaubert se proposait de faire un travail pareil. Vous savez combien je souhaite vous voir attelé à un livre ; il y a trop de talents dans vos articles »

— Hippolyte Taine, sa vie et sa correspondance, tome IV, pages 114 - 115.

### Collaboration avec Juliette Adam

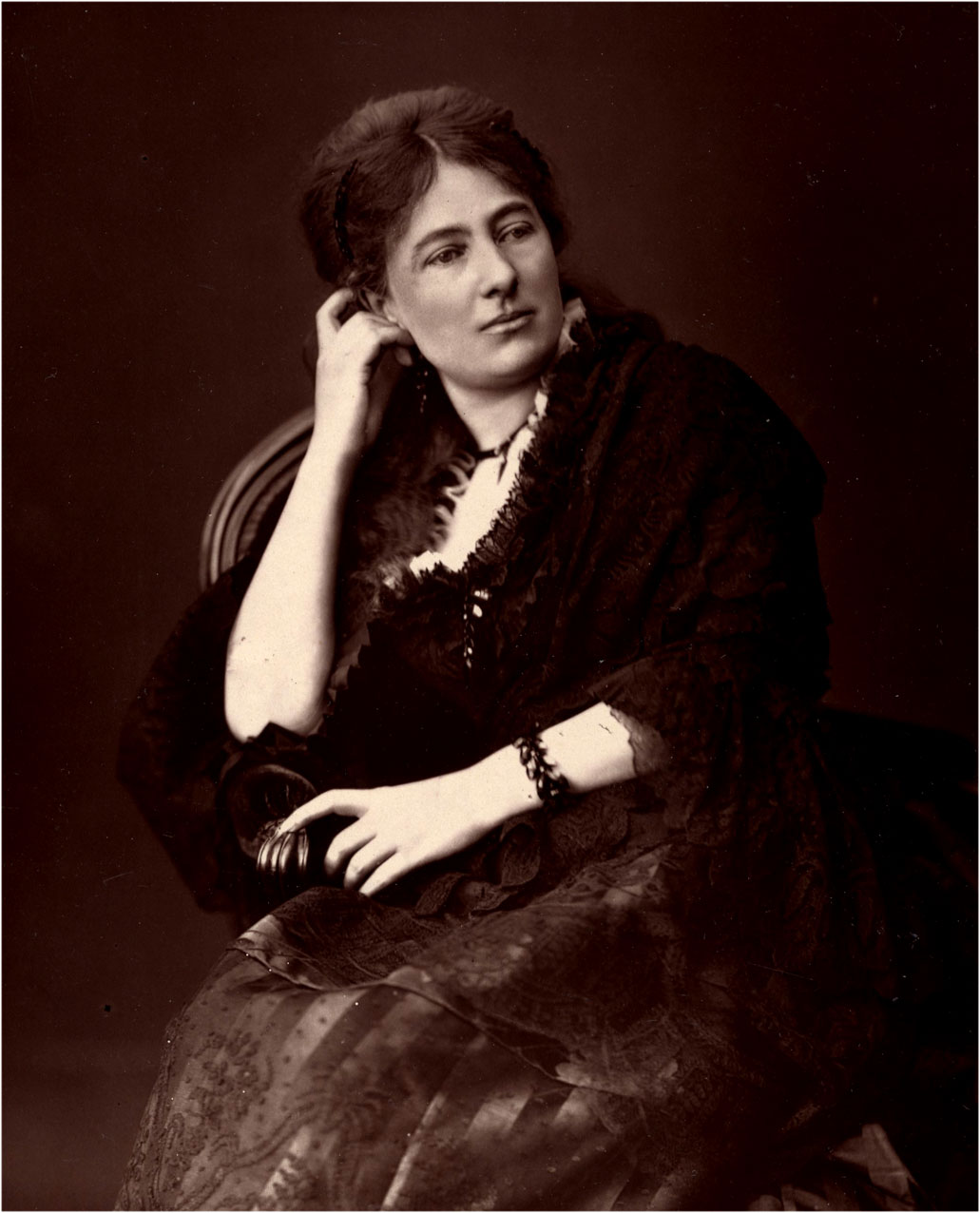
Juliette Adam (vers 1860-1870) accueille Paul Bourget à la Nouvelle Revue.

Juliette Adam, directrice de La Nouvelle Revue qu'elle a fondé deux ans plus tôt, remarque les articles de Bourget dans Le Globe et dans le Parlement. Elle propose rapidement au jeune auteur une collaboration soutenue et lui ouvre les colonnes de son journal dans lequel l'essayiste peut écrire des études élaborées, notamment des critiques psychologiques sur les poètes et romanciers de son temps. Il ne va point s'agir de monographies mais bien davantage d'articles sur l'état de conscience et les idées des célébrités qu'il évoque.
Il choisit cinq grands auteurs du Second Empire et se propose d'étudier en psychologue chez chacun d'eux l'influence qui agit sur les jeunes gens de l'époque. Il ne fait ni le portrait ni la biographie des hommes de lettres ; il s'attache surtout à définir leurs états de conscience et leurs idées, générateurs d'autres idées, d'autres états de conscience. Il élabore donc un inventaire des sentiments qui ont formé l'âme française pendant le troisième quart du XIXe siècle.
Il étudie ainsi dans un premier temps chez Baudelaire certaines nuances de l'amour moderne, chez Renan ensuite, il met à nu son dilettantisme. Flaubert et Taine lui permettent d'évoquer des sensibilités diverses. Chez Stendhal enfin, le cinquième auteur étudié, il constate les fatales conséquences de la vie cosmopolite.

## Génération de 1870 décrite par l'étude de cinq écrivains

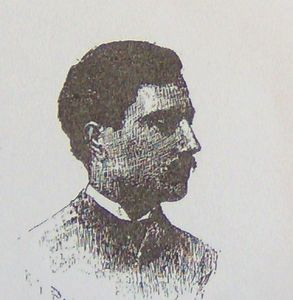
Portrait de Paul Bourget accompagnant la présentation de celui-ci par Léo d'Orfer, paru dans La Vogue en 1886.

### Charles Baudelaire
Dans un article remarqué de la Nouvelle Revue daté du 15 novembre 1881, Paul Bourget voit en Baudelaire le représentant le plus significatif de la sensibilité moderne, le poète dont l'œuvre façonne le plus intensément l'âme contemporaine des jeunes gens. Ce sentiment est dû à la montée d'une nouvelle génération littéraire à partir de 1880 qui estime que Baudelaire est le premier de ses maîtres. Reprenant son héritage, Bourget, dès 1876, relance le terme de Décadence lorsqu'il écrit : « Nous acceptons sans humilité comme sans orgueil ce terrible mot de décadence ».

### Ernest Renan
Paul Bourget considère dans ses Essais Renan comme l'écrivain français exemplaire du dilettantisme. Il s'interroge, en fin psychologue et « en homme de métiers sur les éléments stylistiques qui pourraient être à l'origine du charme renanien ». C'est dans l'étude consacrée à Renan que Bourget donne sa définition du dilettantisme : « C'est beaucoup moins une doctrine, qu'une disposition de l'esprit très intelligente à la fois et très voluptueuse qui nous incline tour à tour vers les formes les plus diverses de la vie et nous conduit à nous prêter à toutes ces formes sans nous donner à aucune ».

### Gustave Flaubert
Pour l'essayiste, les héros de Flaubert, Frédéric Moreau ou Emma Bovary, sont le produit d'une civilisation fatiguée et vieillissante. Paul Bourget définit le « mal de la Pensée » surtout comme un mal de la modernité. Il s'agit du « mal de la Pensée qui précède l'expérience du lieu de s'y assujettir, le mal d'avoir connu l'image des sensations et des sentiments avant les sensations et les sentiments. »

### Hippolyte Taine
Dans la préface des Essais, Paul Bourget reprend la théorie d'Hippolyte Taine selon laquelle la littérature est une « psychologie vivante ».

### Stendhal
Paul Bourget est considéré par certains comme « l'inventeur » de Stendhal qui éclaire la génération de 1880 parce qu'elle est la première à le comprendre, à le lire et à l'apprécier.

## Thématique

### Pessimisme et dilettantisme fin-de-siècle
Les Essais sont donc une analyse de l'esprit français aux alentours de 1880. Baudelaire, Renan, Flaubert, Stendhal et Taine sont les esprits qui ont agi le plus fortement sur la génération de Paul Bourget. Ils produisent sous le Second Empire les œuvres qui « façonnent les adolescents de 1870 ». Le sentiment qui domine à cette époque est celui d’être arrivé trop tard dans un monde trop vieux, sentiment que Bourget résume par cette expression empreinte de désenchantement et de pessimisme que l'écrivain a méditée chez Arthur Schopenhauer, le théoricien de la volonté et chez Hartmann, le théoricien de l'inconscient, et le dilettantisme : une « mortelle fatigue de vivre ». C'est l'époque ou Joris-Karl Huysmans publie À vau-l'eau (1882 ) et Pierre Loti ses Fleurs d'ennui (1883).
La génération qui atteint 20 ans en 1875 et dans les années suivantes s’empare de la notion de décadence, autant par provocation désespérée et dérision que par délectation macabre. Elle définit son état d’âme par cette citation du sonnet de Paul Verlaine, Langueur, paru dans Le Chat Noir du 26 mai 1883 : « Je suis l’Empire à la fin de la décadence ». Un tel pessimisme est révélateur de l'état de la nouvelle génération, dans son âme comme dans son corps. Mais les causes du malaise dont souffre la génération de Bourget sont aussi l'alcoolisme, la consommation de drogue et le dilettantisme.

Selon Marcel et Claude de Grève, Paul Bourget admet la difficulté de définir le mot et voit bien d'abord dans le dilettantisme répandu dans la « psychologie » de son époque une attitude d'esprit : « C'est beaucoup moins une doctrine qu'une disposition de l'esprit, très intelligente à la fois et très voluptueuse, qui nous incline tour à tour vers les formes diverses de la vie et nous conduit à nous prêter à toutes ces formes sans nous donner à aucune »,. Parmi les dilettantes correspondant à cette définition, quelques figures du passé, telles Alcibiade, César, Vinci, Montaigne, Shakespeare « semblent avoir pratiqué cet art singulier d'exploiter leurs incertitudes d'intelligence au profit des caprices de leur imagination ». Toutefois, ils ne mériteraient pas pleinement le qualificatif de dilettante, dans la mesure où ils sont encore dotés d'une sève trop énergique, trop créatrice. Comme Bourget en est persuadé et tente de le montrer avec rigueur, le dilettantisme correspondrait mieux, en tant que notion, et, dans la pratique, en tant que disposition de l'esprit et comportement, à l'époque où il vit, la fin du XIXe siècle, à « la poésie de l'extrême civilisation [qui] a peu à peu aboli la faculté de créer, pour y substituer celle de comprendre ». C'est le dilettantisme qui aurait inspiré les mœurs, la société, l'ameublement, la conversation de son époque : « Tout ici n'est-il pas multiple ? ». Et d'évoquer un salon où les opinions sont diverses sur tous les sujets. Plus tard, Claude Saulnier, dans un ouvrage entièrement consacré au sujet, y voit aussi plutôt d'abord une psychologie ambiguë, faite de scepticisme et d'intelligence à la fois, de dédain de l'action et d'activité multiple, d'oisiveté active, mais aussi d'égocentrisme, de culture de la multiplicité à l'intérieur de son propre moi.
Bourget propose Ernest Renan comme l'écrivain français exemplaire du dilettantisme, qui serait même à l'origine du dilettantisme littéraire, le mot dilettantisme revêtant alors un sens plus large : « Aucun des écrivains de notre époque n'a connu cette poésie [celle de l'extrême civilisation, celle de comprendre] au même degré que Renan. Aucun n'a professé, avec une élégance accomplie de praticien, des idées au-dessus des préjugés comme en dehors des lois ordinaires, et la théorie du détachement sympathique à l'égard des objets de la passion humaine ». Selon Marcel et Claude de Grève, Bourget insiste plutôt sur la dimension philosophique du dilettantisme chez Renan écrivain, sur sa « facilité à tout admettre des contradictions de l'univers », tout en distinguant le dilettantisme du pyrrhonisme.

### Théorie de la décadence

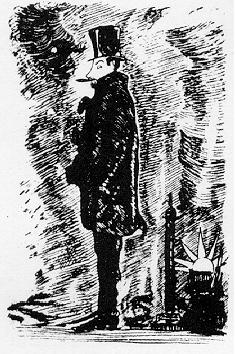
Autoportrait sous l'influence du haschich par Baudelaire (1844).

Les jeunes gens auxquels s'adressent les Essais font partie d'une génération intermédiaire, sacrifiée. Venue après celle du Second Empire, forte de son orgueil matérialiste et de son credo scientifique, et qui fut vaincue en 1870, elle supporte vraiment tout le poids de la défaite. Elle doit réviser ses intimes croyances. Elle connait les pires douleurs, l'humiliation, le doute. Du moins, son effacement a-t-il préparé et rendu possible la génération actuelle qui, pour reconstruire la vie allègrement sur des certitudes nouvelles, n'a point à triompher de tant d'obstacles. Ce n'est pas tout de suite, c'est bien des années après la guerre, que se fait sentir la plus terrible blessure de la défaite. Une courte explosion de vie succède d'abord à de telles catastrophes ; et la tâche immédiate du relèvement matériel occupe tous les cœurs. Il ne semble pas que les intellectuels ressentent, dès les premiers temps, l'abaissement du pays, ni qu'ils doutent d'eux-mêmes. Les Soirées de Médan prolongent l'esthétique naturaliste ; le Parnasse de 1876 rejoint le Parnasse de 1860. La guerre elle-même devient un objet d'observation, selon la formule d'un Flaubert ou d'un Goncourt. C'est plus tard seulement, vers 1880, que commence à s'exprimer ce qu'on pourrait appeler l'idéologie de la défaite. Il apparaît alors que « la défaite n'avait pas été un épisode, mais qu'elle continuerait, que nous serions battus tous les jours, indéfiniment, jusqu'à l'heure où nous aurions restauré le patrimoine français dans son intégrité ».
L'idée de décadence, que l'on associe volontiers à l'atmosphère « fin de siècle », apparaît sous le Second Empire, époque durant laquelle on parle déjà de déclin. La guerre de 1870, qui a marqué l'essayiste et les pénibles événements de la Commune dont Paul Bourget est un témoin direct, ont souvent été présentés comme la fin d'une époque, d'une civilisation, chez de nombreux écrivains et artistes qui produisent l'essentiel de leur œuvre dans les années 1840-1870. Bourget trouve d'ailleurs un sujet d'inquiétude dans la poussée des valeurs démocratiques instaurées par la Révolution. La publication, en 1883, des Essais de psychologie contemporaine est le signal de la prise de conscience du mouvement décadent.
Par l'étude de quelques grands noms de la littérature, Baudelaire, Taine, Renan et Stendhal, l'auteur, véritable théoricien de la décadence, précise les caractéristiques de la « névrose » dont sont atteints les maîtres contemporains, selon lui inquiets, nerveux, portés à la mélancolie et au pessimisme. Il souligne par exemple le goût de Baudelaire pour ce qui est morbide et artificiel. Baudelaire est ensuite qualifié d’un « des éducateurs préférés de la génération qui vient ». Paul Bourget propose donc une théorie de la décadence à partir de l'analyse du style baudelairien.
Il met en parallèle la situation de déchéance sociale des années 1860 et « l'apparition d'une langue poétique nouvelle, résultat d'une désagrégation du langage, elle-même représentative des dysfonctionnements d'une société aux rouages grippés par l'individualisme ». Paul Bourget, en donnant une définition de la décadence, est un « passeur vers le siècle qui s'ouvre ». 

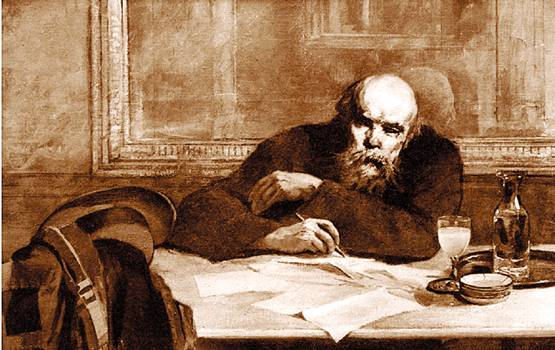
Paul Verlaine au café Procope devant la fée verte, peint par Cesare Bacchi, Médaille d’Or au Salon des Artistes Français de 1938.

Ces essais de psychologie ont un grand succès auprès de la jeunesse, qui y trouve un message adapté au sentiment de déchéance sociale qu'elle éprouve. Jules Laforgue est, avec Tristan Corbière et Charles Cros, le meilleur représentant de cette désespérance teintée d'humour et résolument provocatrice.

## Réception
Puisque c'est sur les conseils de Taine que Bourget a regroupé dans les Essais des articles ailleurs disséminés, il est normal que le maître félicite son disciple en lui déclarant : « Des logiciens, on en trouve encore, mais des psychologues, des gens qui voient le dedans, sa structure, son développement, depuis Sainte-Beuve, il n'y en a plus ».
Les Essais de psychologie contemporaine ont notamment influencé Heinrich Mann qui étudie la notion de dilettantisme en Allemagne selon Richard Hibbitt,.